# 世界遺産熊野古道館
世界遺産熊野古道館（せかいいさんくまのこどうかん）は、三重県熊野市木本町517-1にある学習体験交流施設。

## 歴史

### 紀南ツアーデザインセンター
熊野市木本町の林業家だった初代奥川吉三郎が私邸として1887年（明治20年）頃に建設した古民家である。2004年（平成16年）7月7日の熊野古道が世界遺産に登録された際、この古民家が紀南ツアーデザインセンターとして開設された。

### 世界遺産熊野古道館
2022年（令和4年）3月31日に岐南ツアーデザインセンターは閉館した。この古民家を改修し、2023年（令和5年）4月28日に世界遺産熊野古道館として開館した。指定管理者は熊野市観光公社。

## 建築
建物は木造、瓦葺、2階建て。敷地面積は811.77平方メートル。

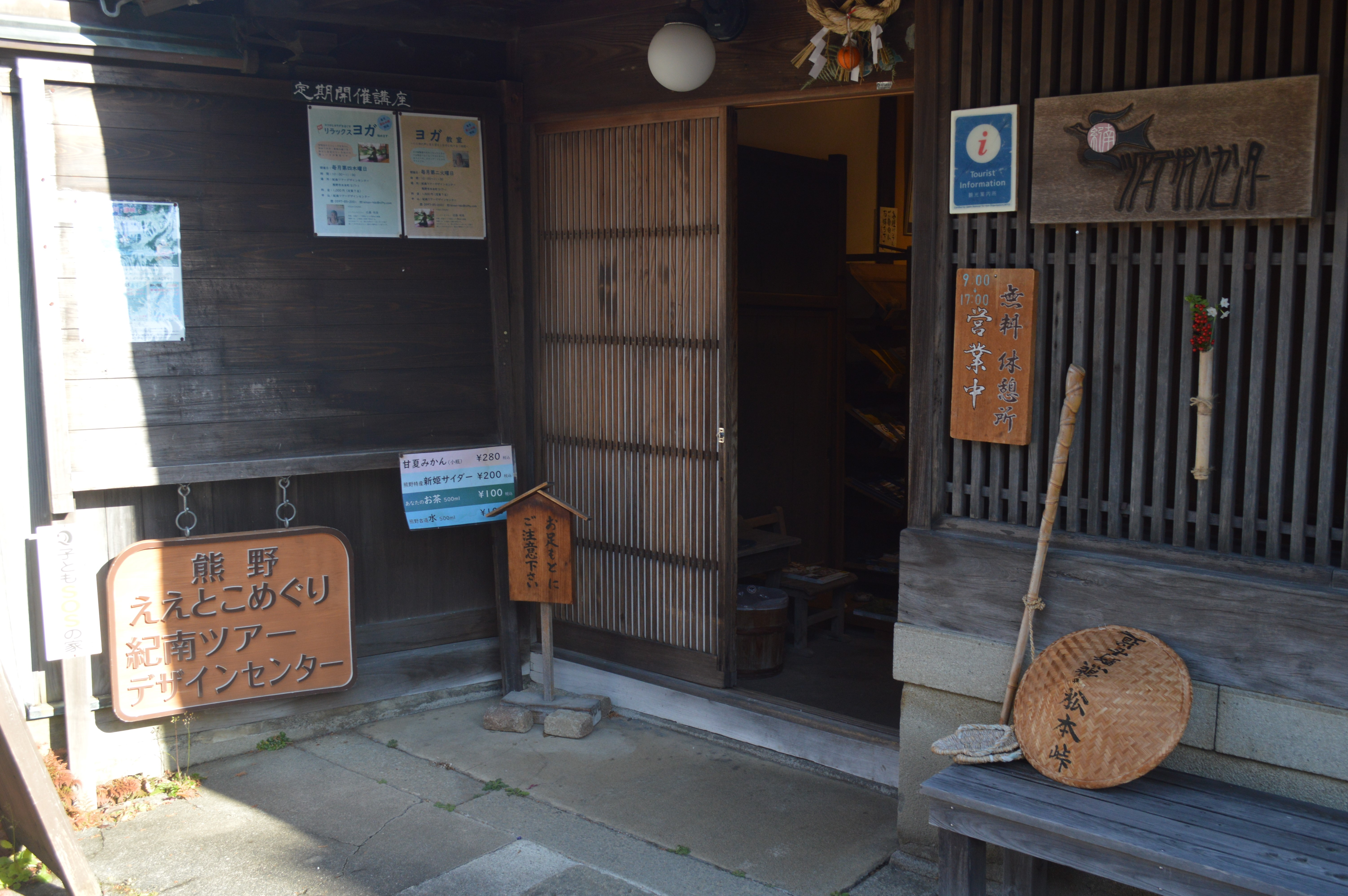
建物の入口（紀南ツアーデザインセンター時代）
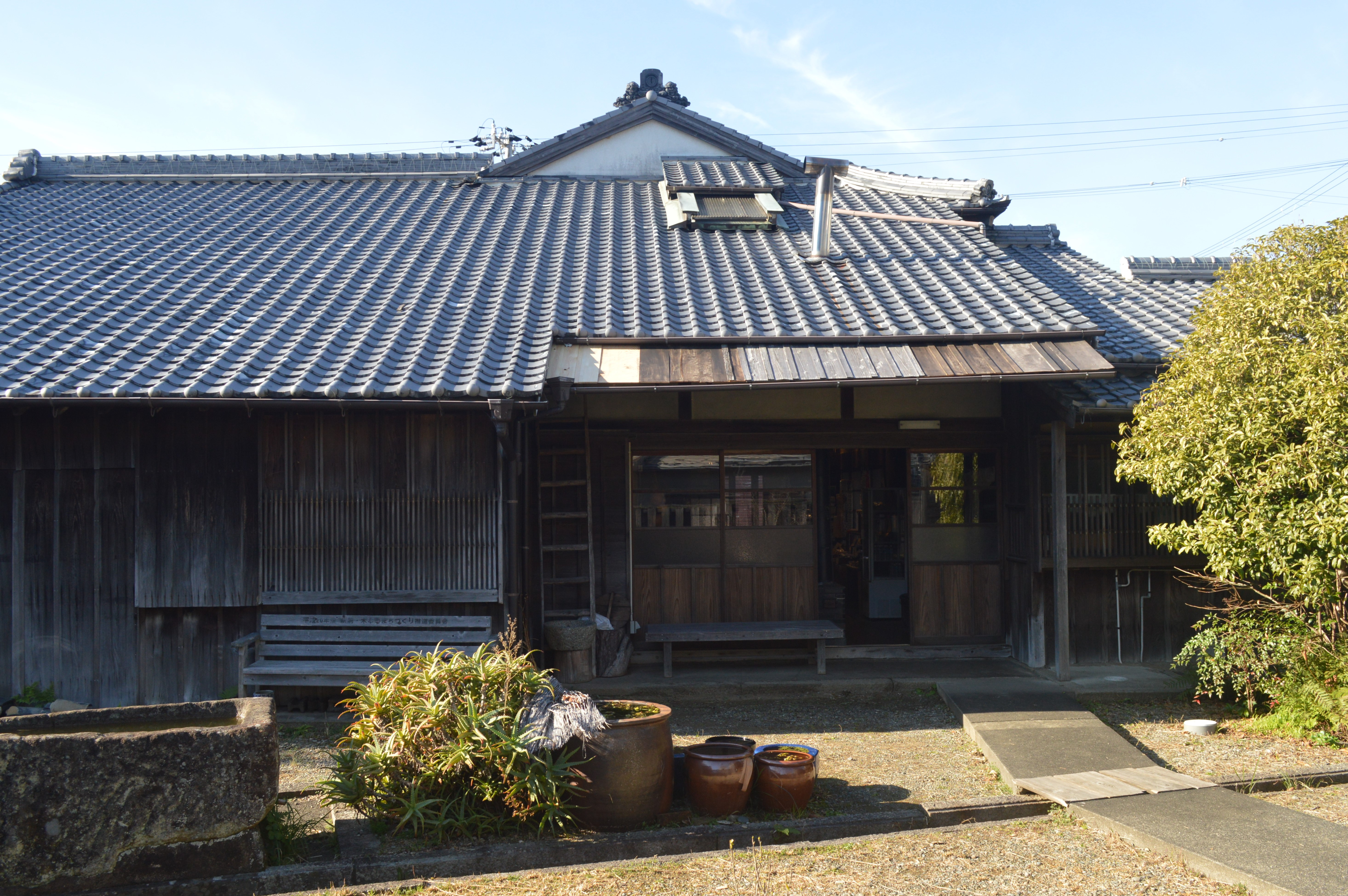
建物の背面